# Cixi (stad)
Cixi is een stad en een arrondissement in de prefectuur Ningbo in de Chinese provincie Zhejiang. Bij de volkstelling van 2020 had de stad zelf 1.457.510 inwoners, het arrondissement had 1.829.488 inwoners. Cixi is in het zuiden vastgegroeid aan Yuyao en is een  satellietstad van Ningbo.

## Stedenband
- Bakersfield (Verenigde Staten), sinds 1996[2]